# Liste der Biografien/Put
Liste der Biografien |
Portal Biografien |
Personensuche
# |
A |
B |
C |
D |
E |
F |
G |
H |
I |
J |
K |
L |
M |
N |
O |
P |
Q |
R |
S |
T |
U |
V |
W |
X |
Y |
Z |
?
 
Pa |
Pc |
Pe |
Pf |
Ph |
Pi |
Pj |
Pk |
Pl |
Pm |
Pn |
Po |
Pr |
Ps |
Pt |
Pu |
Pv |
Pw |
Py
 
Pua |
Pub |
Puc |
Pud |
Pue |
Puf |
Pug |
Puh |
Pui |
Puj |
Puk |
Pul |
Pum |
Pun |
Puo |
Pup |
Pur |
Pus |
Put |
Puu |
Puv |
Puy |
Puz
Die Liste der Biografien führt alle Personen auf, die in der deutschsprachigen Wikipedia einen Artikel haben. Dieses ist eine Teilliste mit 377 Einträgen von Personen, deren Namen mit den Buchstaben „Put“ beginnt.

## Put
- Put, Adrian (* 1978), polnischer Geistlicher und römisch-katholischer Weihbischof in Zielona Góra-Gorzów
- Put, Marius van der (* 1941), niederländischer Mathematiker
- Put, Paul (* 1956), belgischer Fußballspieler und Trainer

### Puta
- Puta der Ältere von Častolowitz († 1397), böhmischer Adliger, Hauptmann von Glatz, Frankenstein, Brandenburg und Luxemburg, Burggraf von Pottenstein
- Puta der Jüngere von Častolowitz († 1434), böhmischer Adeliger, Hauptmann von Glatz, Frankenstein und Münsterberg
- Půta, Martin (* 1971), tschechischer Politiker
- Putalová, Iveta (* 1988), slowakische Leichtathletin
- Putanec, Valentin (1917–2004), kroatischer Romanist, Slawist und Lexikograf
- Putaro, Leandro (* 1997), deutscher FußballspielerLeandro Putaro (* 1997)

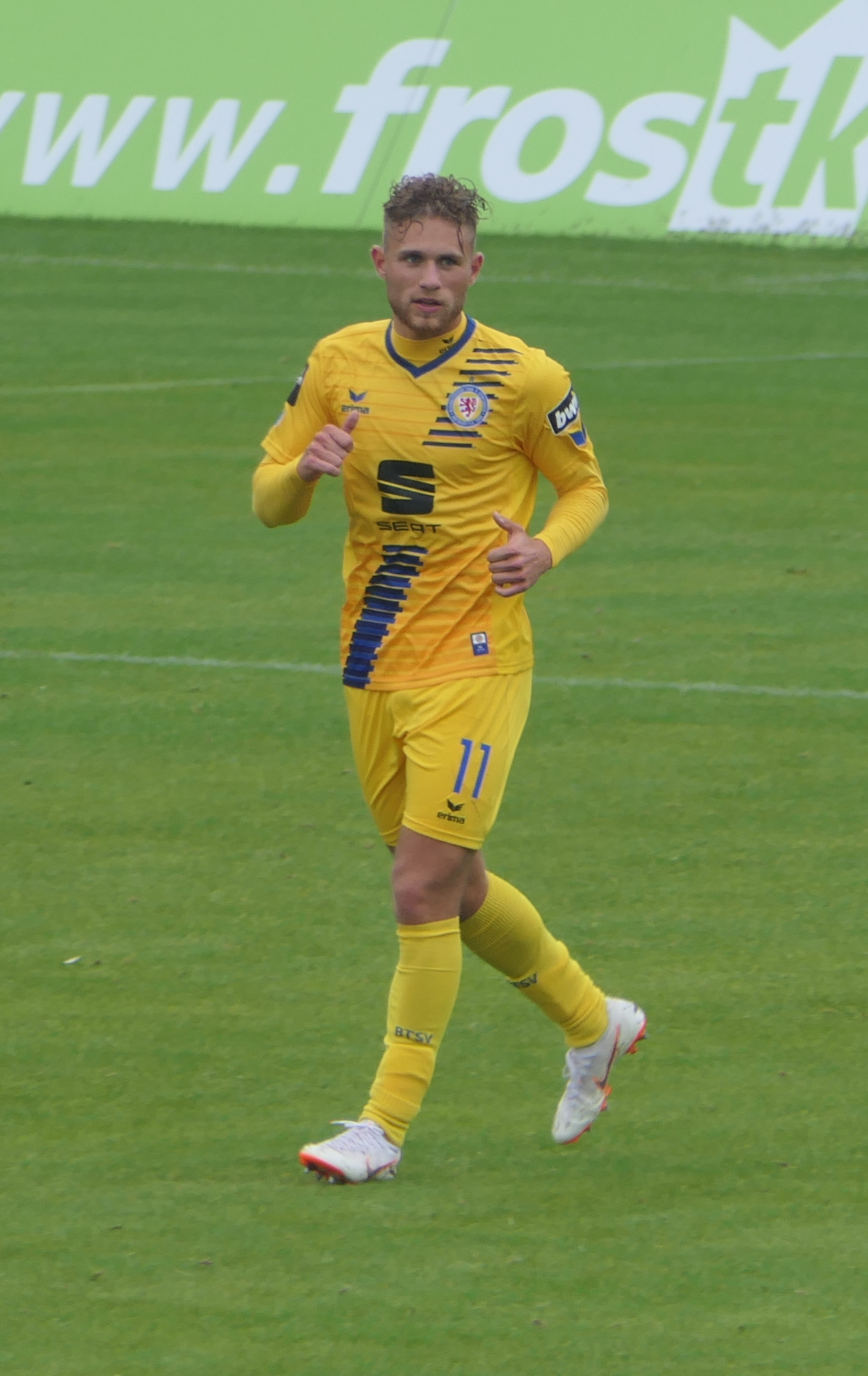
Leandro Putaro (* 1997)

- Putawat Prangthong (* 2000), thailändischer Fußballspieler

### Putb
- Putbrese, Barbara (* 1949), deutsche Malerin
- Putbus, Erdmann von (1576–1622), Kommendator in Wildenbruch, pommerscher Landrat, Hofmarschall und Kanzler
- Putbus, Malte Friedrich von (1725–1787), Hofgerichtspräsident in Schwedisch-Pommern
- Putbus, Malte zu (1889–1945), deutscher Gutsbesitzer
- Putbus, Volkmar Wolf von (1583–1637), Generalstatthalter des Herzogtums Pommern
- Putbus, Woldemar von, Landvogt von Rügen

### Putc
- Putch, John (* 1961), US-amerikanischer Filmschauspieler, Filmregisseur, Drehbuchautor, Filmproduzent und -editor

### Pute
- Puteani, Friedrich von (1849–1917), tschechischer Landschafts- und Genremaler
- Puteanus, Eryceus (1574–1646), niederländischer Humanist und Lateinprofessor
- Puteikis, Naglis (* 1964), litauischer Historiker und Politiker
- Putellas, Alexia (* 1994), spanische Fußballspielerin
- Putensen, Gregor (* 1935), deutscher Politiker (Die Linke), MdL
- Putensen, Thomas (* 1959), deutscher Schauspieler, Pianist, Komponist und SängerThomas Putensen (* 1959)

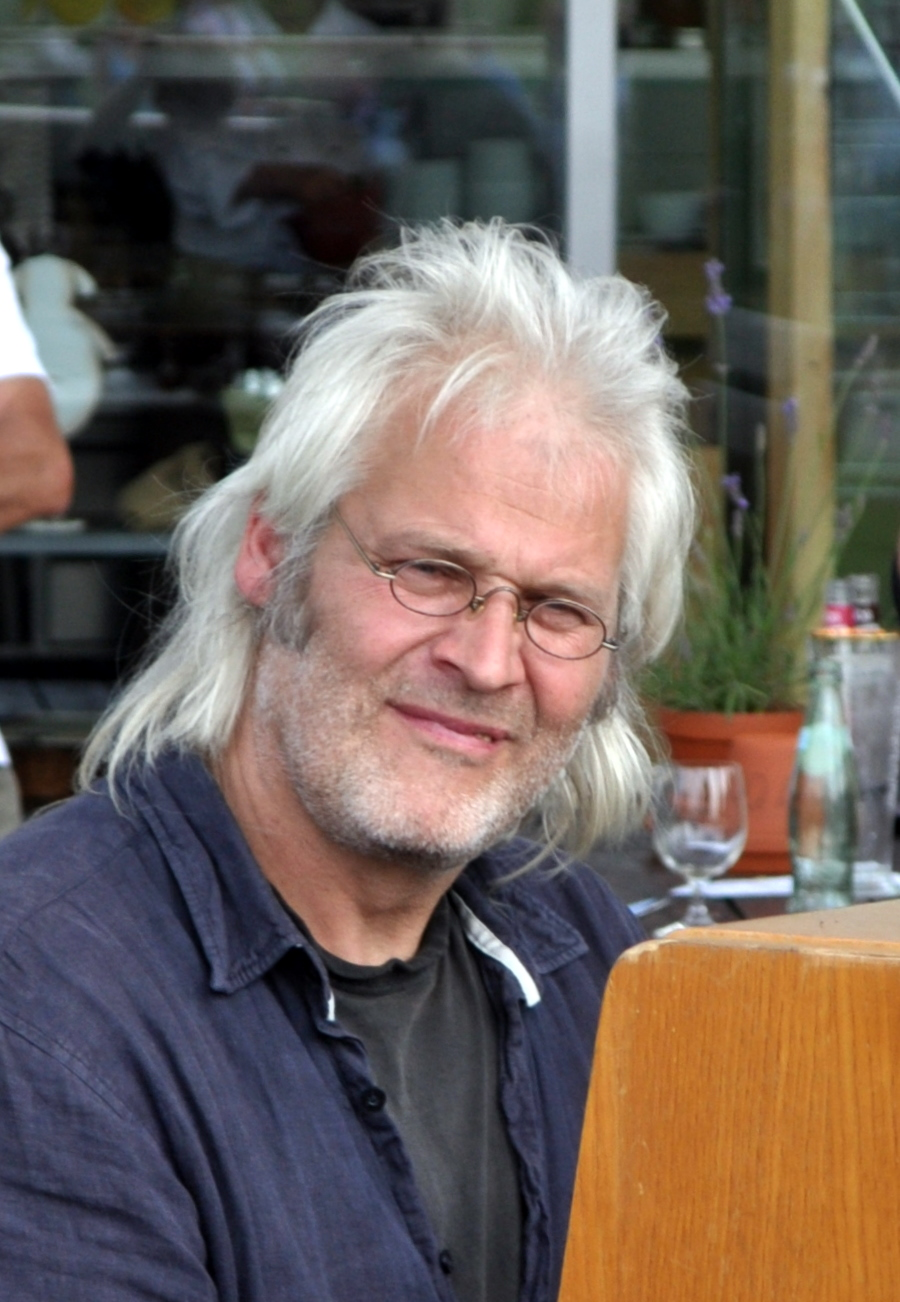
Thomas Putensen (* 1959)

- Putera, Miloš (* 1982), slowakischer Handballspieler
- Püterich von Reichertshausen, Jakob (1400–1469), deutscher Dichter, Büchersammler und herzoglich-bayerischer Rat und Amtsträger
- Puterity, Teodor (* 1947), rumänischer Radrennfahrer
- Putesky, Scott (1968–2017), US-amerikanischer Gitarrist und Gründungsmitglied der Band Marilyn Manson

### Puth
- Puth, Charlie (* 1991), US-amerikanischer Sänger und Songwriter
- Puth, Jean (1865–1933), Mitglied des Provinziallandtages der Provinz Hessen-Nassau
- Puth, Johannes (1900–1957), deutscher Politiker (NSDAP), MdR
- Puth, Karl (1891–1955), deutscher Kameramann
- Puth, Klaus (* 1952), deutscher Karikaturist und Illustrator
- Puth, Maria (1894–1978), Persönlichkeit, deren künstlerisches Schaffen der Art brut zugeordnet werden kann
- Puthasas Boonpok (* 1980), thailändischer Fußballspieler
- Puthenveettil, Ambrose (* 1967), indischer Geistlicher, römisch-katholischer Bischof von Kottapuram
- Puthenveettil, Jose (* 1961), indischer syro-malabarischer Geistlicher, Weihbischof in Faridabad
- Puthiyakulangara, Georges Varkey (* 1953), indischer Geistlicher, römisch-katholischer Bischof von Port-Bergé
- Puthli, Asha, indische Sängerin und SchauspielerinAsha Puthli

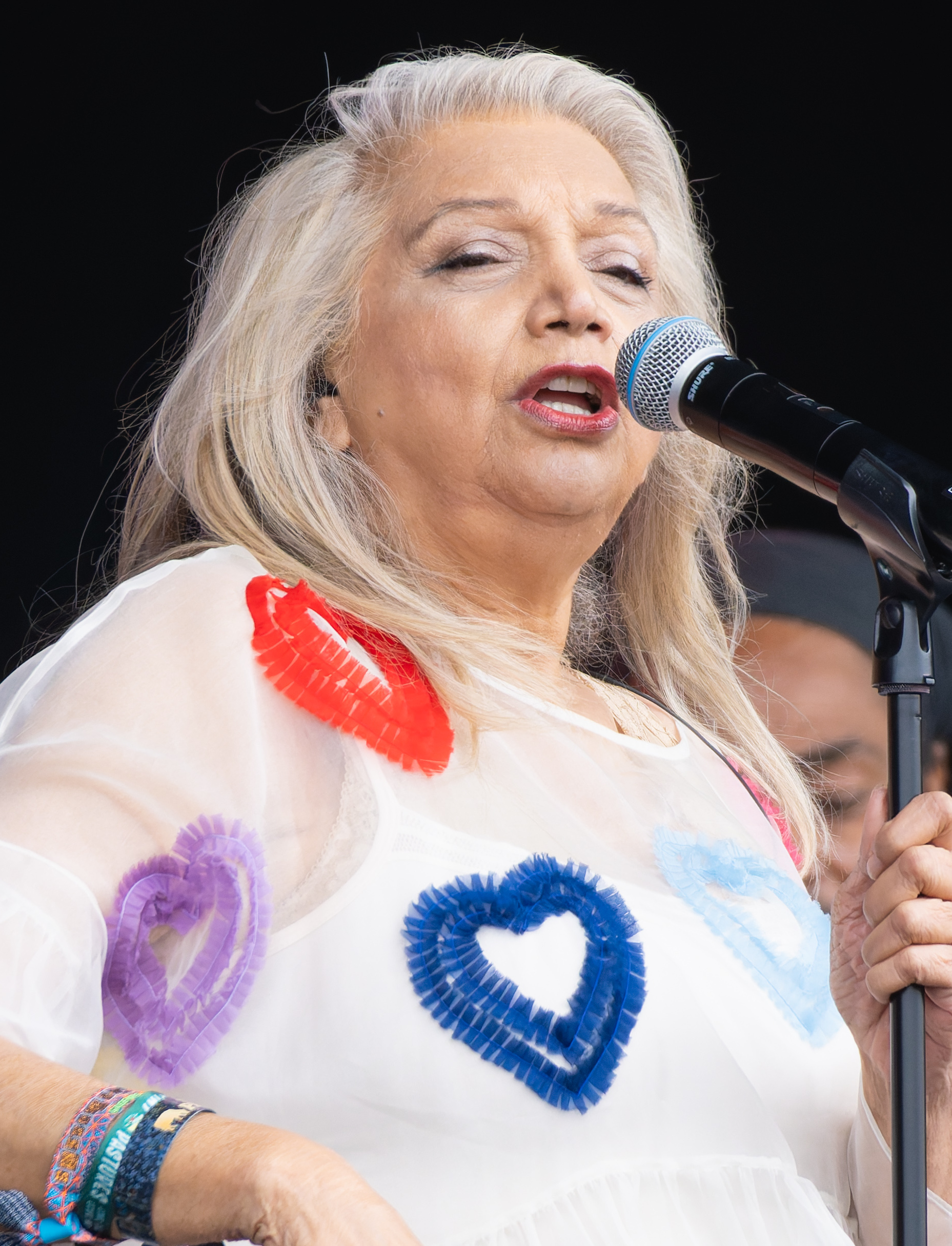
Asha Puthli

- Puthon, Heinrich (1872–1961), österreichischer Präsident der Salzburger Festspiele
- Puthon, Viktor von (1842–1919), österreichischer Beamter und Politiker
- Puthoor, Unnikrishnan (1933–2014), indischer Schriftsteller
- Puthucheary, Janil (* 1972), singapurischer Politiker, Pädiater und Hochschullehrer
- Puthur, Bosco (* 1946), indischer syro-malabarischer Geistlicher, emeritierter Bischof der Eparchie Sankt Thomas in Melbourne
- Puthz, Volker (* 1941), deutscher Biologe, Entomologe und Taxonom

### Puti
- Putics, Barna (* 1984), ungarischer Handballspieler
- Putignano, Antonio (* 1961), italienisch-deutscher Schauspieler
- Putilow, Alexander Iwanowitsch (1893–1979), russischer Flugzeugkonstrukteur und Hochschullehrer
- Putilow, Alexei Iwanowitsch (1866–1940), russischer Unternehmer
- Putilow, Kirill Wladimirowitsch (* 1988), russischer Eishockeyspieler
- Putilow, Nikolai Iwanowitsch (1820–1880), russischer Unternehmer und Metallurg
- Putin, Wladimir Wladimirowitsch (* 1952), russischer Politiker und PräsidentWladimir Wladimirowitsch Putin (* 1952)

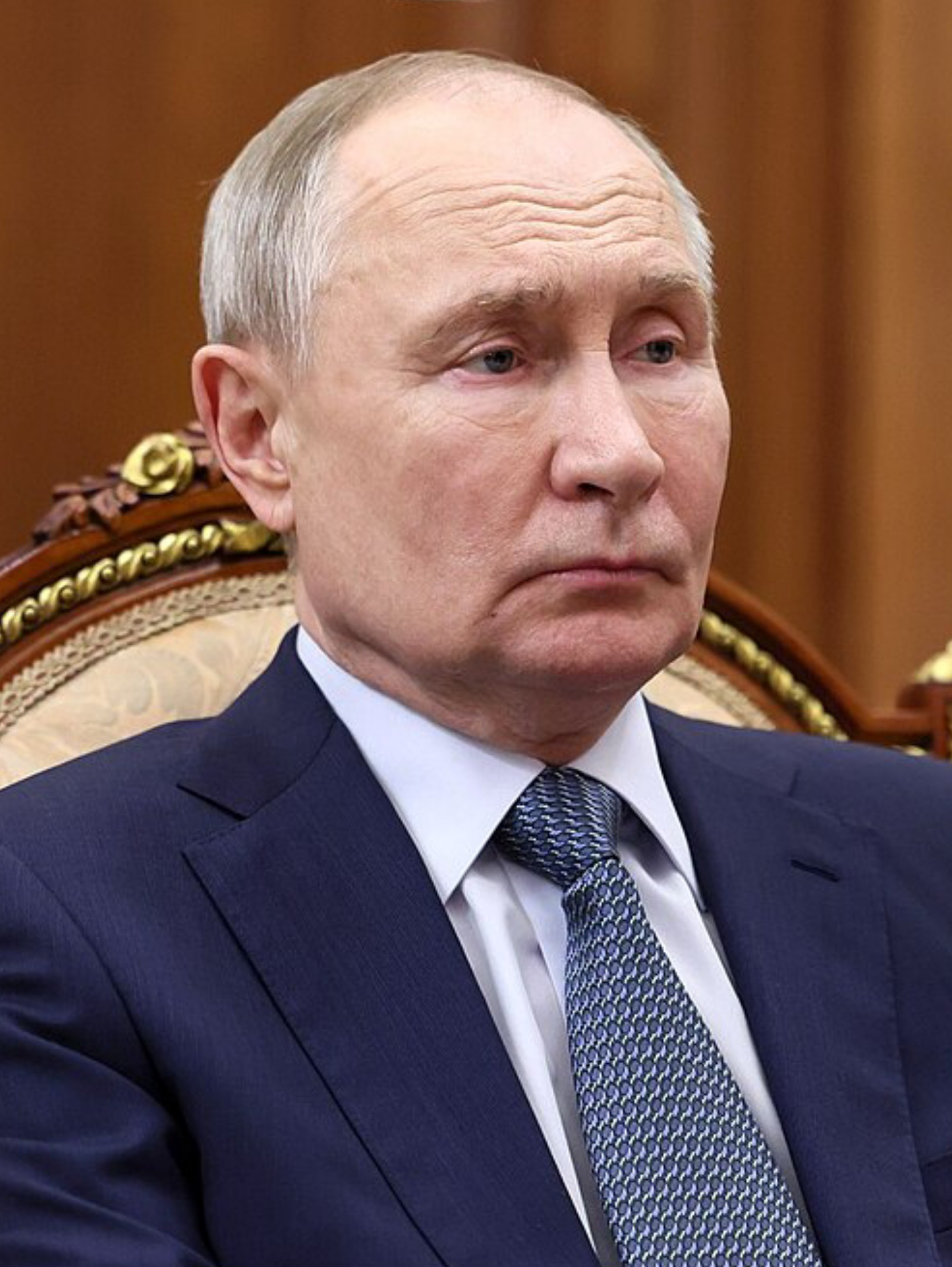
Wladimir Wladimirowitsch Putin (* 1952)

- Putina, Ljudmila Alexandrowna (* 1958), russische Ehefrau von Wladimir Putin
- Putina, Wera (1926–2023), georgische Staatsbürgerin, möglicherweise Mutter des russischen Präsidenten Wladimir Putin
- Putinaitė, Nerija (* 1971), litauische Philosophin und Politikerin
- Putinatti, Jorge Antônio (* 1959), brasilianischer Fußballspieler
- Putinienė, Jadvyga (* 1945), litauische Speerwerferin
- Putinzewa, Julija (* 1995), kasachische Tennisspielerin

### Putj
- Putjata, Galina (* 1985), deutsche Linguistin
- Putjatin, Jewfimi Wassiljewitsch (1803–1883), russischer Admiral, Staatsmann und Diplomat
- Putjatin, Nikolai Abramowitsch (1749–1830), russischer Fürst, Schriftsteller, Menschenfreund und Sonderling
- Putjatin, Wiktor (1941–2021), sowjetischer Florettfechter

### Putl
- Putlitz, Adam Gans zu (* 1562), deutscher Politiker
- Putlitz, Adrian Friedrich Gans zu (1735–1805), preußischer Generalmajor, Kommandeur des Infanterieregiments „von Krockow“
- Putlitz, Carl Theodor Gans zu (1788–1848), deutscher Adeliger, Mitglied der Frankfurter Nationalversammlung
- Putlitz, Eduard Gans zu (1789–1881), deutscher Gutsbesitzer und Politiker
- Putlitz, Erich zu (1892–1945), deutscher Architekt
- Putlitz, Eugen Gans zu (1832–1893), deutscher Gutsbesitzer und Politiker
- Putlitz, Gisbert zu (* 1931), deutscher Physiker und Wissenschaftsmanager
- Putlitz, Gustav Gans zu (1821–1890), deutscher Gutsbesitzer, Schriftsteller, Theaterintendant und Politiker
- Putlitz, Hedda zu (* 1965), deutsche Radrennfahrerin
- Putlitz, Hermann Gans zu (1816–1888), deutscher Gutsbesitzer und Politiker
- Putlitz, Konrad Gans zu (1855–1924), deutscher Gutsbesitzer und Politiker
- Putlitz, Lita zu (1862–1935), deutsche Schriftstellerin
- Putlitz, Ludwig Gans zu (1750–1828), preußischer Generalleutnant
- Putlitz, Wolfgang Gans zu (1899–1975), deutscher DiplomatWolfgang Gans zu Putlitz (1899–1975)

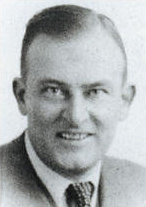
Wolfgang Gans zu Putlitz (1899–1975)

### Putm
- Putman, Andrée (1925–2013), französische Innenarchitektin und Designerin
- Putman, Luc (1927–2002), belgischer Diplomat
- Putmans, Hans († 1654), Gouverneur von Niederländisch-Formosa

### Putn
- Putna, Martin C. (* 1968), tschechischer Literaturhistoriker und Pädagoge
- Putna, Miroslav (1904–1994), tschechischer Architekt
- Putna, Vytautas (1893–1937), litauisch-sowjetischer Korpskommandant, Militärattaché und Autor
- Putnam, Adam (* 1974), US-amerikanischer Politiker
- Putnam, Alexa (* 1988), US-amerikanische Skeletonpilotin
- Putnam, Bertha (1872–1960), US-amerikanische Mediävistin
- Putnam, Bill (1920–1989), US-amerikanischer Musikproduzent
- Putnam, Chris, US-amerikanischer Informatiker
- Putnam, Frederic Ward (1839–1915), US-amerikanischer Anthropologe, Zoologe und Archäologe
- Putnam, George W. (1920–2009), US-amerikanischer Offizier, Generalleutnant der US-Army
- Putnam, Harvey (1793–1855), US-amerikanischer Politiker
- Putnam, Herbert (1861–1955), US-amerikanischer Bibliothekar
- Putnam, Herbert (1890–1967), US-amerikanischer Mittelstreckenläufer
- Putnam, Hilary (1926–2016), amerikanischer PhilosophHilary Putnam (1926–2016)

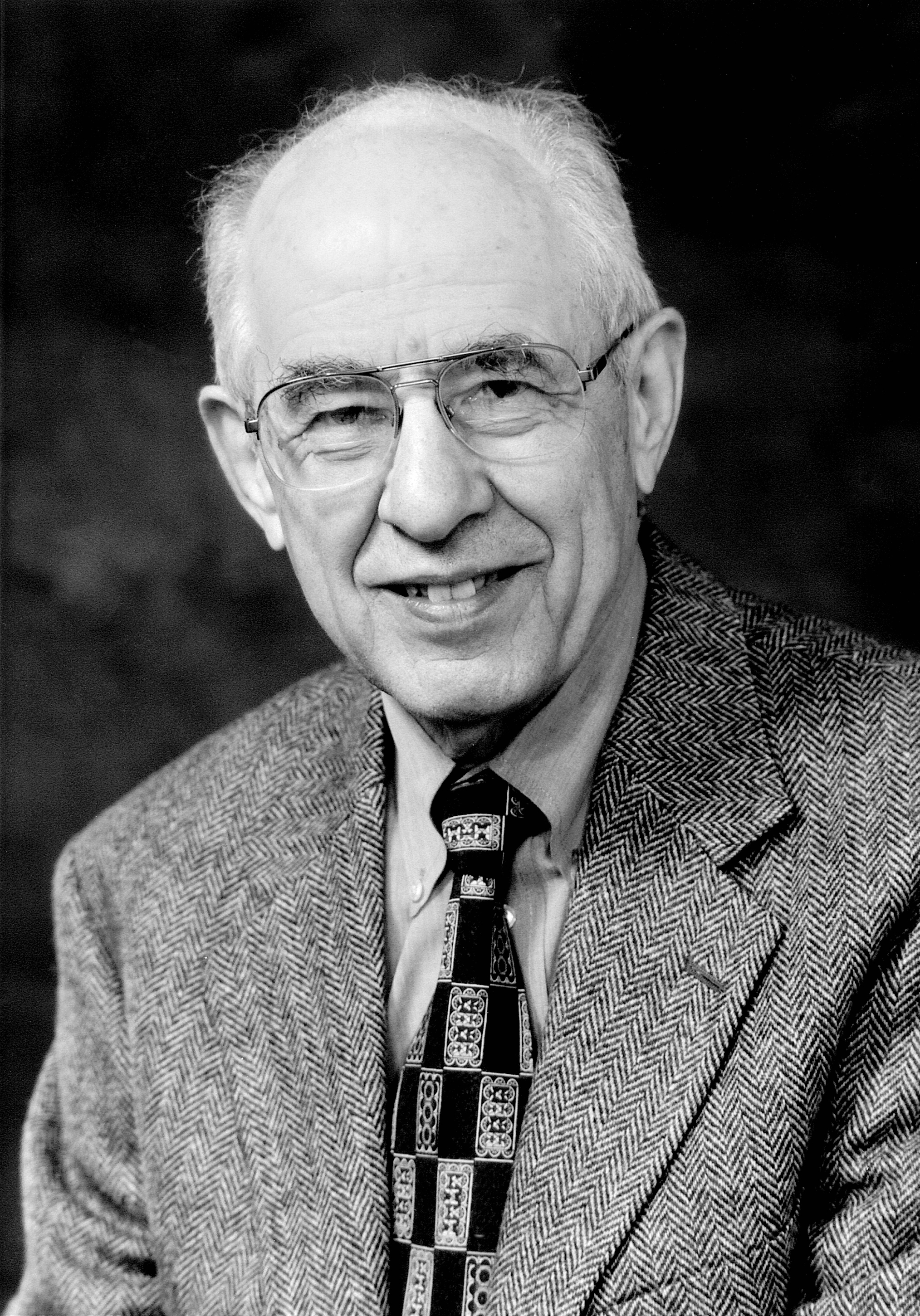
Hilary Putnam (1926–2016)

- Putnam, Israel (1718–1790), US-amerikanischer General im Amerikanischen Unabhängigkeitskrieg
- Putnam, James Jackson (1846–1918), amerikanischer Mediziner, Neurologe und Wegbereiter der Psychoanalyse
- Putnam, Michael (* 1933), US-amerikanischer Altphilologe
- Putnam, Robert (* 1941), US-amerikanischer Soziologe, Politikwissenschaftler und Hochschullehrer an der Harvard University
- Putnam, Samuel (1888–1950), US-amerikanischer Übersetzer und Romanist
- Putnam, Seth (1968–2011), US-amerikanischer Musiker
- Putney, Laura, Schauspielerin und Drehbuchautorin
- Putney, Michael (1946–2014), australischer Geistlicher, römisch-katholischer Bischof von Townsville
- Putnik, Ivica (* 1972), kroatischer Poolbillardspieler
- Putnik, Radomir (1847–1917), Chef des Generalstabs der serbischen Armee (1903 bis 1915)
- Putnocký, Matúš (* 1984), slowakischer Fußballspieler

### Putr
- Putra, Alexandra (* 1986), französische Schwimmerin
- Putra, Ardiansyah (* 1989), indonesischer Badmintonspieler
- Putra, Krzysztof (1957–2010), polnischer Politiker, Mitglied des Sejm
- Putra, Rafika (* 1999), indonesischer Leichtathlet
- Putra, Senatria Agus Setia (* 1989), indonesischer Badmintonspieler
- Putra, Syed (1920–2000), malaysischer König, Raja von Perlis
- Putra, Wahyudi (* 1998), indonesischer Mittelstreckenläufer
- Putrament, Jerzy (1910–1986), polnischer Schriftsteller, Dichter und Publizist
- Putri Sari, Rosyita Eka (* 1996), indonesische Badmintonspielerin
- Pütrich, Jakob II. (1523–1594), Ordensgeistlicher, Fürstpropst von Berchtesgaden (1567–1594)
- Putrja, Sascha (1977–1989), sowjetische Jungkünstlerin
- Putro, Eeva (* 1978), finnische Schauspielerin und Drehbuchautorin
- Putros, Frans (* 1993), irakisch-dänischer Fußballspieler
- Putros, Sandi (* 1987), dänischer Fußballschiedsrichter

### Puts
- Puts, Jesse (* 1994), niederländischer Schwimmer
- Puts, Kevin (* 1972), US-amerikanischer Komponist
- Pütsch, Albert (1834–1898), deutscher Ingenieur und Unternehmer
- Pütsch, Hans Jürgen (* 1961), deutscher Politiker (CDU)
- Putsch, Ulrich († 1437), Bischof von Brixen
- Putsch-Grassi, Karin (* 1960), deutsche Keramikerin
- Putschak, Tazzjana (* 1979), belarussische Tennisspielerin
- Putsche, Karl Eduard (1805–1882), deutscher Gymnasiallehrer und Freimaurer
- Putsche, Roland (* 1991), österreichischer Fußballspieler
- Putschius, Helias (1580–1606), niederländischer Dichter, Philologe und Historiker
- Putschkow, Alexander Nikolajewitsch (1957–2024), russischer Hürdenläufer
- Putschkow, Nikolai Georgijewitsch (1930–2005), russischer Eishockeytorwart
- Putschkow, Wladimir Andrejewitsch (* 1959), russischer Politiker der Partei Einiges Russland und Generalleutnant der Reserve
- Putschkowa, Ljubow Iwanowna (1922–2013), sowjetische bzw. russische Bäckerei-Ingenieurin und Hochschullehrerin
- Putschkowa, Natalja Michailowna (* 1987), russische Marathonläuferin
- Putschkowa, Olga Alexejewna (* 1987), russische Tennisspielerin
- Pütsep, Eduard (1898–1960), estnischer Ringer und Trainer
- Pütsep, Erki (* 1976), estnischer Radrennfahrer
- Putski, Ivan (* 1941), polnischer Wrestler

### Putt
- Putt, Hans von der († 1653), deutscher Bildhauer und Stempelschneider
- Puttemans, Emiel (* 1947), belgischer Langstreckenläufer und Olympiazweiter
- Putten, Bart van der (* 1957), niederländischer Jazzsaxophonist und -klarinettist
- Putten, Carlo van (* 1962), niederländischer Songwriter und Sänger
- Putten, Jan van der (* 1959), niederländischer Südostasienwissenschaftler
- Pütten, Martin van der (* 1964), deutscher Fußballspieler
- Putten, Winold van der (* 1950), niederländischer Orgelbauer
- Pütter, Benjamin (* 1958), deutscher Kinderarbeitsexperte und AutorBenjamin Pütter (* 1958)

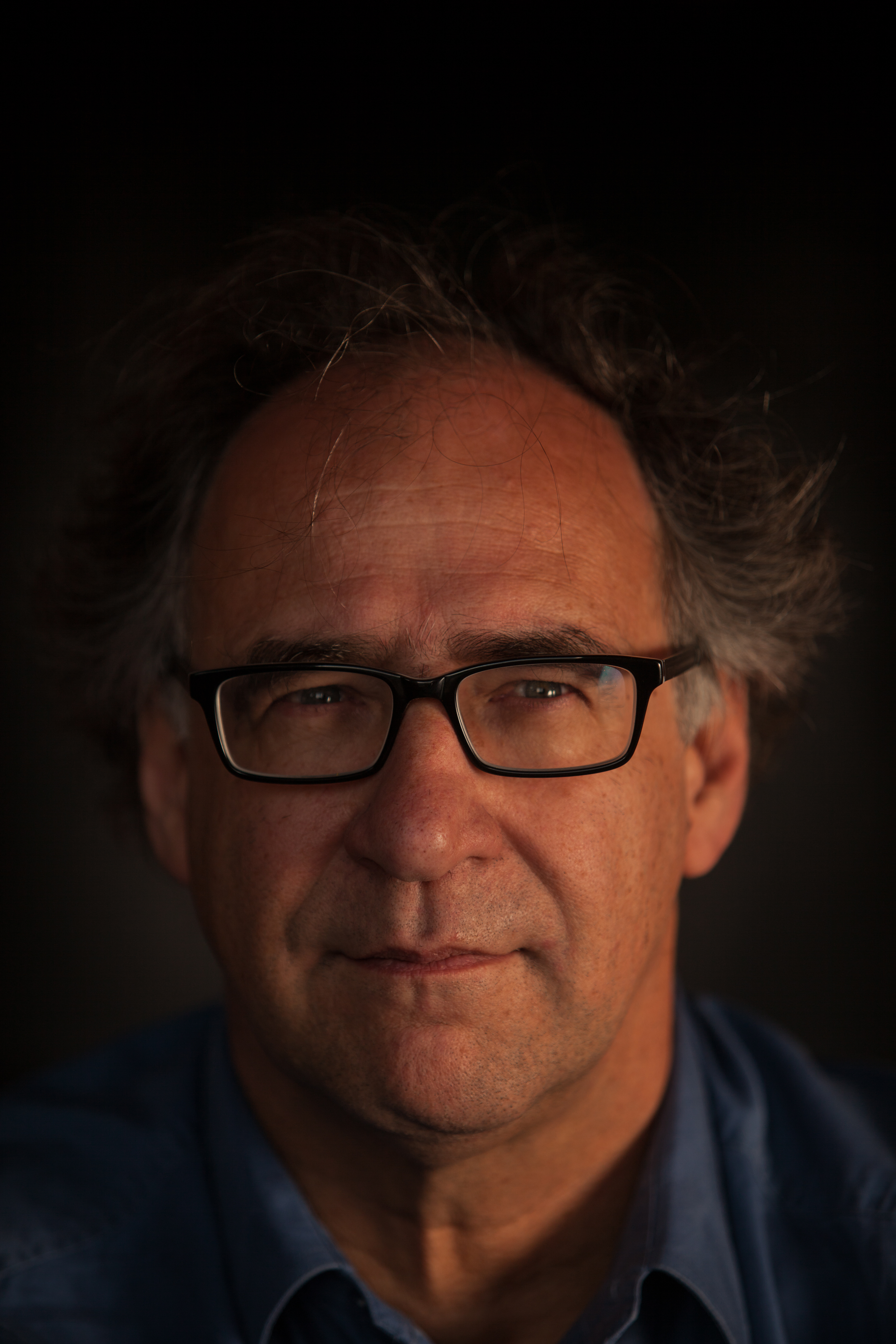
Benjamin Pütter (* 1958)

- Pütter, Cordula (* 1960), deutsche Beachvolleyballspielerin
- Pütter, Fritz (1895–1918), deutscher Offizier der Fliegertruppe im Ersten Weltkrieg
- Pütter, Helwig (1920–2003), deutscher Maler
- Pütter, Hugo (1883–1963), deutscher Politiker (CDU), MdL
- Pütter, Johann Stephan (1725–1807), deutscher Staatsrechtslehrer und Publizist
- Pütter, Karl Theodor (1803–1873), deutscher Jurist und Hochschullehrer
- Pütter, Katharina (* 1984), deutsche Schauspielerin und Autorin
- Pütter, Trystan (* 1980), deutscher Theater-, Film- und FernsehschauspielerTrystan Pütter (* 1980)

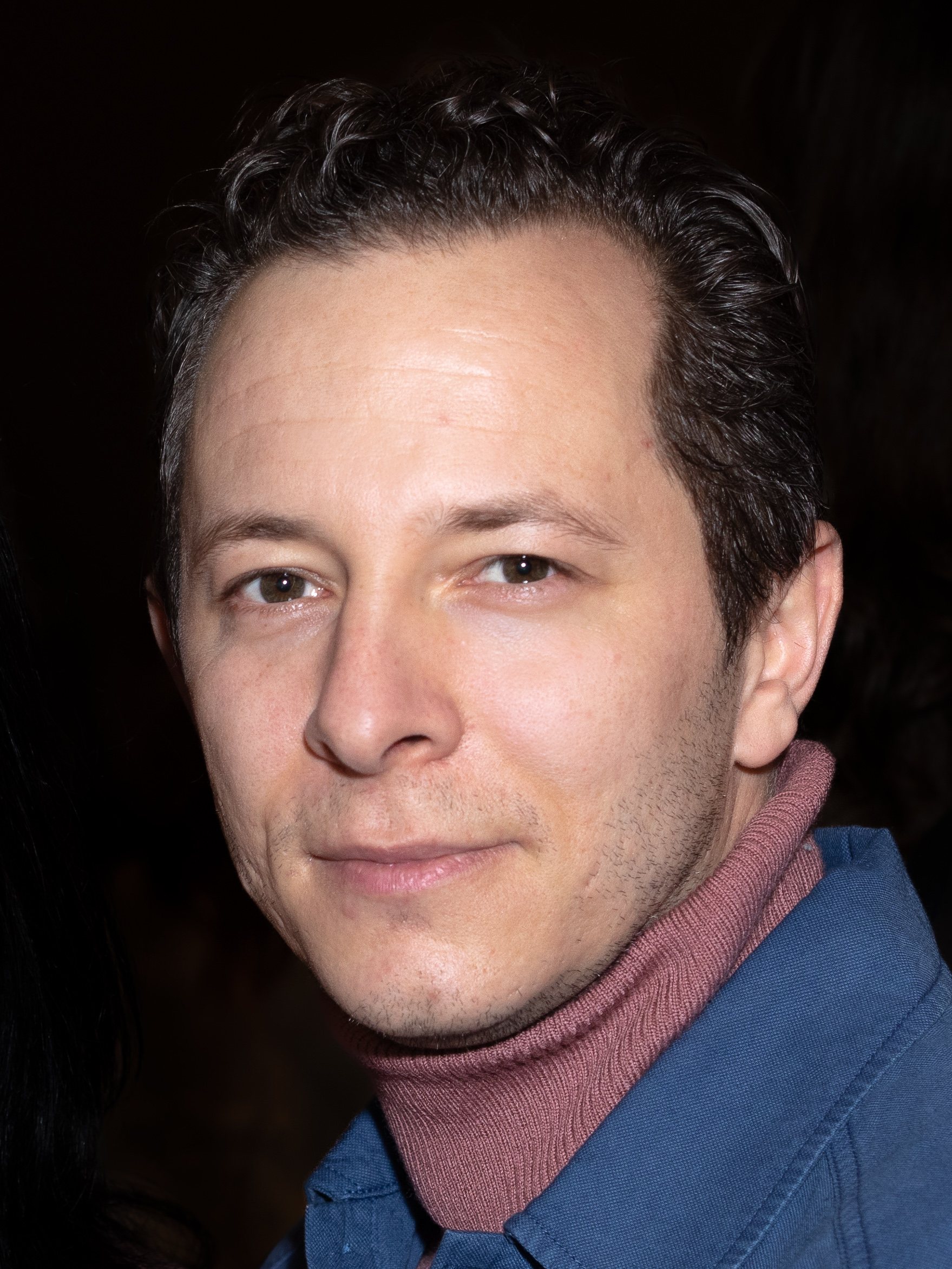
Trystan Pütter (* 1980)

- Pütter, Valentin (* 1916), deutscher Radrennfahrer
- Puttergill, Calum (* 1993), australischer Tennisspieler
- Putterman, Seth (* 1945), amerikanischer Physiker
- Puttfarcken, Gerhard (* 1946), deutscher Airbus-Manager
- Puttfarcken, Hans (1902–1971), deutscher Jurist und Präses der Synode der EKD
- Puttfarken, Gretken, Magd
- Puttfarken, Werner (1889–1964), deutscher Schulleiter und Historiker
- Püttger-Conradt, Armin, deutscher Zoologe und Journalist
- Putthasuka, Teerapong (* 1987), thailändischer Fußballspieler
- Putthinan Wannasri (* 1992), thailändischer Fußballspieler
- Putthipong Pomlee (* 1990), thailändischer Fußballspieler
- Putthipong Promlee (* 1990), thailändischer Fußballspieler
- Pütthoff, Christoph (* 1980), deutscher Schauspieler, Hörspiel- und Synchronsprecher
- Putti, Lya de (1896–1931), ungarische Tänzerin und SchauspielerinLya de Putti (1896–1931)

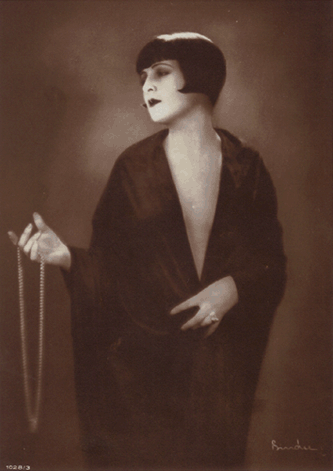
Lya de Putti (1896–1931)

- Puttinati, Alessandro (1801–1872), italienischer Bildhauer
- Puttinati, Francesco († 1848), italienischer Medailleur und Bildhauer
- Puttinger, Günter (* 1942), österreichischer Politiker (ÖVP), Abgeordneter zum Nationalrat
- Puttini, Felice (* 1967), Schweizer Radrennfahrer
- Puttins, Vivienne (* 1992), deutsche Schauspielerin
- Puttipat Kaewsawad (* 2005), thailändischer Fußballspieler
- Püttjer, Gustav (1886–1959), deutscher Schauspieler
- Puttkamer, Albert August Wilhelm von (1861–1931), preußischer Beamter und Politiker
- Puttkamer, Albert von (1797–1861), deutscher Politiker, MdA und Landrat
- Puttkamer, Alberta von (1849–1923), deutsche Dichterin und Schriftstellerin
- Puttkamer, Alexander Dietrich von (1712–1771), preußischer Jurist, Landrat des Kreises Stolp
- Puttkamer, Alexander von (* 1973), deutscher Tubist
- Puttkamer, Alwin von (1811–1885), preußischer Generalmajor
- Puttkamer, Annemarie von (1891–1983), deutsche Schriftstellerin
- Puttkamer, August Christian Ludwig von (1750–1836), preußischer Landrat, Kriegs- und Domänenrat und Oberrechnungsrat
- Puttkamer, Bernhard von (1825–1904), preußischer Generalmajor und Politiker, MdH
- Puttkamer, Bernhard von (1838–1906), deutscher Rittergutsbesitzer und Politiker, MdR
- Puttkamer, Bogislaw Ulrich von († 1740), preußischer Rittergutsbesitzer und Landrat des Kreises Stolp
- Puttkamer, Christian Ernst von (1706–1771), preußischer Generalmajor, Chef des Garnisonsregiments Nr. 7
- Puttkamer, Christian Gneomar von (1709–1760), preußischer Oberstleutnant und Kommandeur eines Grenadierbataillons
- Puttkamer, Christoph Heinrich von († 1701), Landhofmeister und Kanzler in Kurland
- Puttkamer, Eberhard von (1936–2019), deutscher Diplomat
- Puttkamer, Ellinor von (1910–1999), deutsche Diplomatin und Historikerin
- Puttkamer, Eugen von (1800–1874), deutscher Jurist und Politiker, MdA
- Puttkamer, Franz Friedrich von (1735–1823), preußischer Generalmajor und Ritter des Orden Pour le Mérite
- Puttkamer, Franz von (1890–1937), deutscher Nationalökonom, Journalist und politischer Aktivist
- Puttkamer, Friedrich Bogislaw von (1732–1806), preußischer Rittergutsbesitzer und langjähriger Landrat des Kreises Stolp
- Puttkamer, Friedrich Karl von (1908–1943), deutscher Regieassistent und Filmeditor
- Puttkamer, Georg Christian von (1716–1789), preußischer Landrat
- Puttkamer, Georg Ewald von (1683–1748), preußischer Oberst und Chef eines Garnisonregiments
- Puttkamer, Georg Henning von (1727–1814), preußischer Generalleutnant
- Puttkamer, Georg Ludwig von (1715–1759), preußischer Generalmajor
- Puttkamer, Georg-Dietrich von (1681–1754), deutscher Offizier und Königlich polnischer General der Infanterie
- Puttkamer, Gustav von (1827–1910), deutscher Landrat des Landkreises Bernkastel (1863–1864)
- Puttkamer, Heinrich von (1803–1876), preußischer Landrat
- Puttkamer, Heinrich von (1818–1886), preußischer Generalleutnant
- Puttkamer, Heinrich von (1846–1914), preußischer Generalmajor aus dem Adelsgeschlecht Puttkamer
- Puttkamer, Henning von (1826–1907), deutscher Appellationsgerichtsrat, Gutsbesitzer und Politiker (NLP), MdR
- Puttkamer, Hubertus von (* 1948), deutscher Marineoffizier und Johanniter
- Puttkamer, Inka von (* 1982), deutsche SoldatinInka von Puttkamer (* 1982)

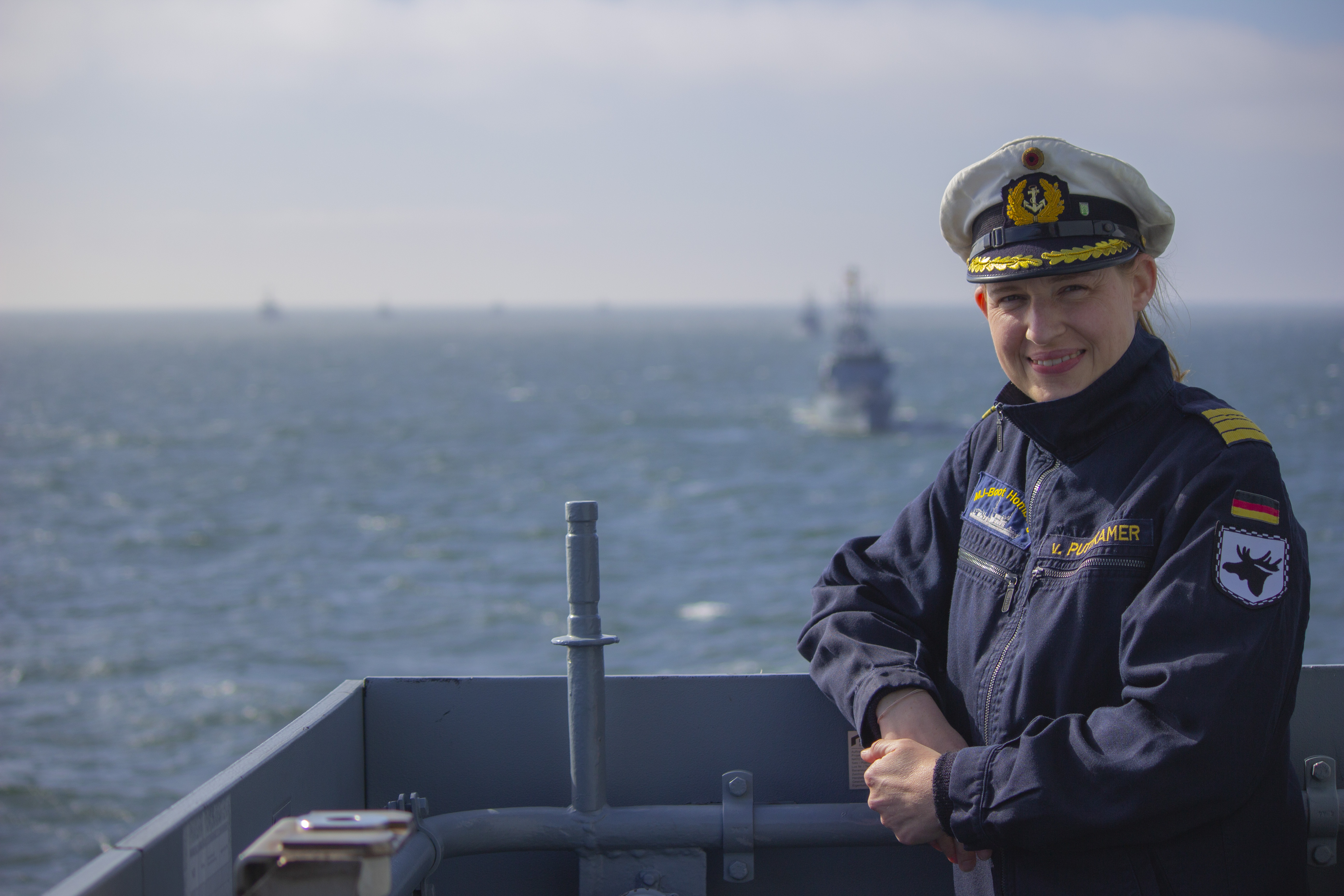
Inka von Puttkamer (* 1982)

- Puttkamer, Jacob Bogislaw von (1753–1846), preußischer Offizier, zuletzt Generalleutnant
- Puttkamer, Jesco von (1841–1918), preußischer Beamter und Politiker, MdR
- Puttkamer, Jesco von (1858–1916), deutscher Militär, Schriftsteller und Verleger
- Puttkamer, Jesco von (1876–1959), deutscher Generalleutnant
- Puttkamer, Jesco von (1903–1969), deutscher Journalist
- Puttkamer, Jesco von (1919–1987), deutscher Journalist, Publizist und Diplomat
- Puttkamer, Jesco von (1933–2012), deutschamerikanischer Raumfahrtingenieur und Autor
- Puttkamer, Jesko von (1855–1917), deutscher Kolonialbeamter und Gouverneur von Kamerun
- Puttkamer, Joachim von (* 1964), deutscher Historiker
- Puttkamer, Johann Adolph August Wilhelm von (1777–1853), preußischer Landrat
- Puttkamer, Johanna von (1824–1894), Ehefrau Otto von BismarcksJohanna von Puttkamer (1824–1894)

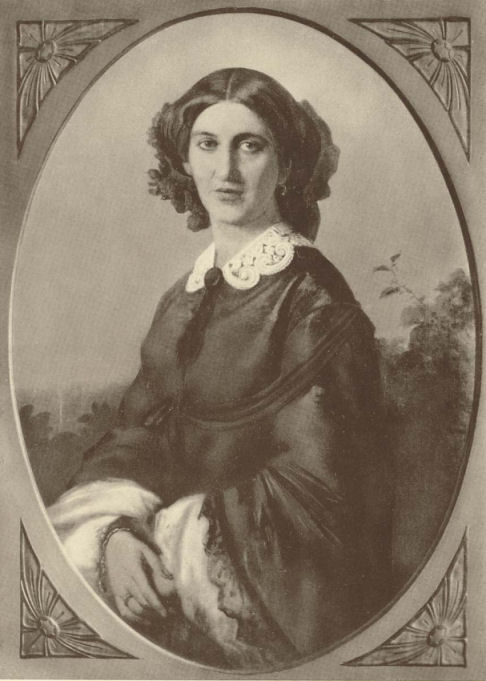
Johanna von Puttkamer (1824–1894)

- Puttkamer, Julius von (1822–1905), preußischer Fideikommissbesitzer und Politiker, MdH
- Puttkamer, Karl-Jesko von (1900–1981), deutscher Konteradmiral, Marineadjutant bei Hitler
- Puttkamer, Konstantin von (1807–1899), preußischer Generalmajor, Kommandeur im 35. Infanterie-Regiment
- Puttkamer, Leopold von (1797–1868), preußischer General der Infanterie
- Puttkamer, Lilla von (* 1973), deutsch-ungarische Malerin
- Puttkamer, Lorenz Friedrich von (1741–1814), preußischer Landrat
- Puttkamer, Martin Anton von (1698–1782), preußischer Generalmajor und Erbherr auf Gutwohne
- Puttkamer, Maximilian von (1831–1906), deutscher Politiker (NLP), MdR und Staatssekretär des Deutschen Reiches
- Puttkamer, Nikolaus Lorenz von (1703–1782), preußischer Generalleutnant
- Puttkamer, Paul Gerhard von (1866–1941), deutscher Offizier, Theaterintendant und Schriftsteller
- Puttkamer, Peter Georg von (1714–1775), Chef des Altpreußisches Garnisons-Regiments Nr. 4
- Puttkamer, Richard von (1826–1898), deutscher Verwaltungsbeamter und Rittergutsbesitzer
- Puttkamer, Robert Viktor von (1828–1900), deutscher Politiker, MdRRobert Viktor von Puttkamer (1828–1900)

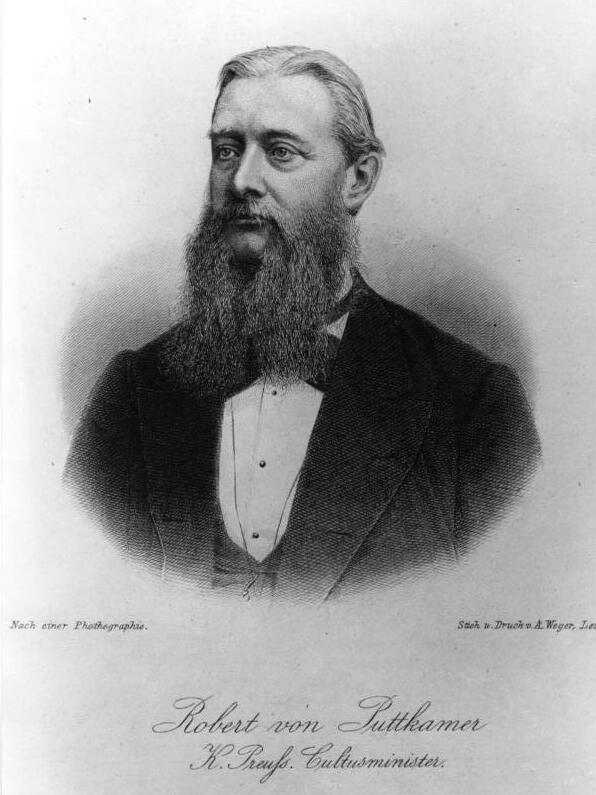
Robert Viktor von Puttkamer (1828–1900)

- Puttkamer, Sophie von (* 1975), deutsche Journalistin und Moderatorin
- Puttkamer, Wanda von (1870–1944), sächsische Hofdame und deutsche Autorin
- Puttkamer, Werner Friedrich von († 1771), königlich-preußischer Oberst und Chef eines Garnisons-Regiments
- Puttkamer, Wilhelm Ludwig von (1739–1820), preußischer Generalmajor und Ritter des Orden Pour le Mérite
- Puttkamer-Kolziglow, Waldemar von (1835–1903), deutscher Rittergutsbesitzer und Politiker, MdR, MdA
- Puttkammer, Hilda von (* 1912), brasilianische Fechterin
- Puttkammer, Joachim (* 1942), deutscher Pastor und Schriftsteller
- Puttkammer, Steffen (* 1988), deutscher Fußballspieler
- Puttke, Martin (* 1943), deutscher Ballettpädagoge, Ballettmeister, Ballettdirektor und Tanzwissenschaftler
- Puttler, Adelheid (* 1957), deutsche Rechtswissenschaftlerin
- Puttlitz, Jörg (* 1962), deutscher Ruderer
- Püttmann, Andreas (* 1964), deutscher Publizist, PolitikwissenschaftlerAndreas Püttmann (* 1964)

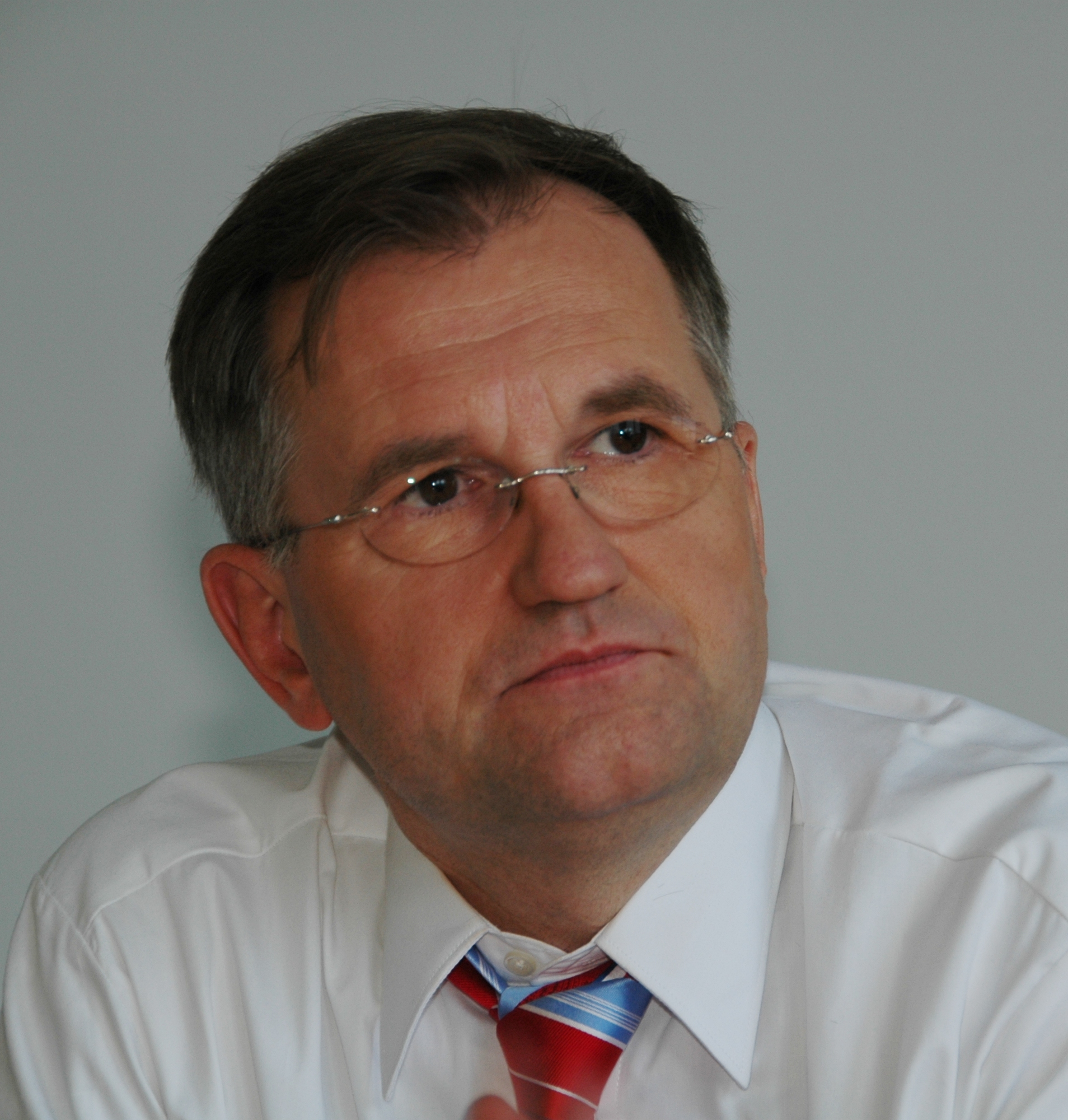
Andreas Püttmann (* 1964)

- Püttmann, Carsten (* 1970), deutscher Mathematiker und Pädagoge
- Püttmann, Eduard Oskar (1880–1936), deutscher Schriftsteller
- Püttmann, Friedhelm (1926–1995), deutscher Kultusbeamter und Honorarprofessor
- Püttmann, Gerlinde (* 1950), deutsche Marathonläuferin
- Püttmann, Hermann (1811–1874), deutscher demokratischer und sozialistischer Publizist, Herausgeber, Journalist und Kunstkritiker des Vormärz
- Püttmann, Josias Ludwig Ernst (1730–1796), deutscher Rechtswissenschaftler
- Puttnam, David (* 1941), britischer Filmproduzent
- Püttner Gottlob von (1794–1863), deutscher Kaufmann und Politiker, MdL
- Püttner, Elise (1839–1923), deutsche Schriftstellerin
- Püttner, Günter (* 1936), deutscher Jurist und Hochschullehrer
- Püttner, Josef (1821–1881), österreichischer Marinemaler
- Püttner, Richard (1842–1913), deutscher Zeichner und Illustrator
- Püttner, Walter (1871–1953), deutscher Maler
- Puttock, Helen, Opfer des Serienmörders Bible John
- Puttrich, Lucia (* 1961), deutsche Politikerin (CDU), MdB, MdL
- Puttrich, Ludwig (1783–1856), deutscher Kunsthistoriker
- Puttrich, Ludwig Emil (1824–1908), sächsischer Jurist und Parlamentarier
- Puttrich-Gurth, Sieglinde (* 1937), deutsche Ärztin und Politikerin (LDPD), MdV
- Puttrich-Reignard, Oswin (1906–1942), deutscher Archäologe
- Püttricher, Kilian († 1535), Abt

### Putu
- Putuma, Koleka (* 1993), südafrikanische Schriftstellerin, Theaterregisseurin und Spoken-Word-Künstlerin

### Putz
- Putz von Breitenbach, Franz Xaver (* 1737), böhmischer Adeliger und Gutsbesitzer
- Putz von Breitenbach, Wenzel Leopold († 1747), böhmischer Adeliger und Gutsbesitzer
- Putz von Rolsberg, Karl Borromäus Ferdinand (1852–1921), österreichischer Politiker
- Putz von Rolsberg, Maximilian Anton (1804–1872), österreichischer Politiker und Großgrundbesitzer
- Pütz, Albert (1886–1961), Landschaftsmaler und Grafiker der Düsseldorfer Schule
- Pütz, Albert (1932–2008), deutscher Jurist und Schriftsteller
- Putz, Alexander (* 1963), österreichisch-deutscher Politiker (bis 2020 FDP)Alexander Putz (* 1963)

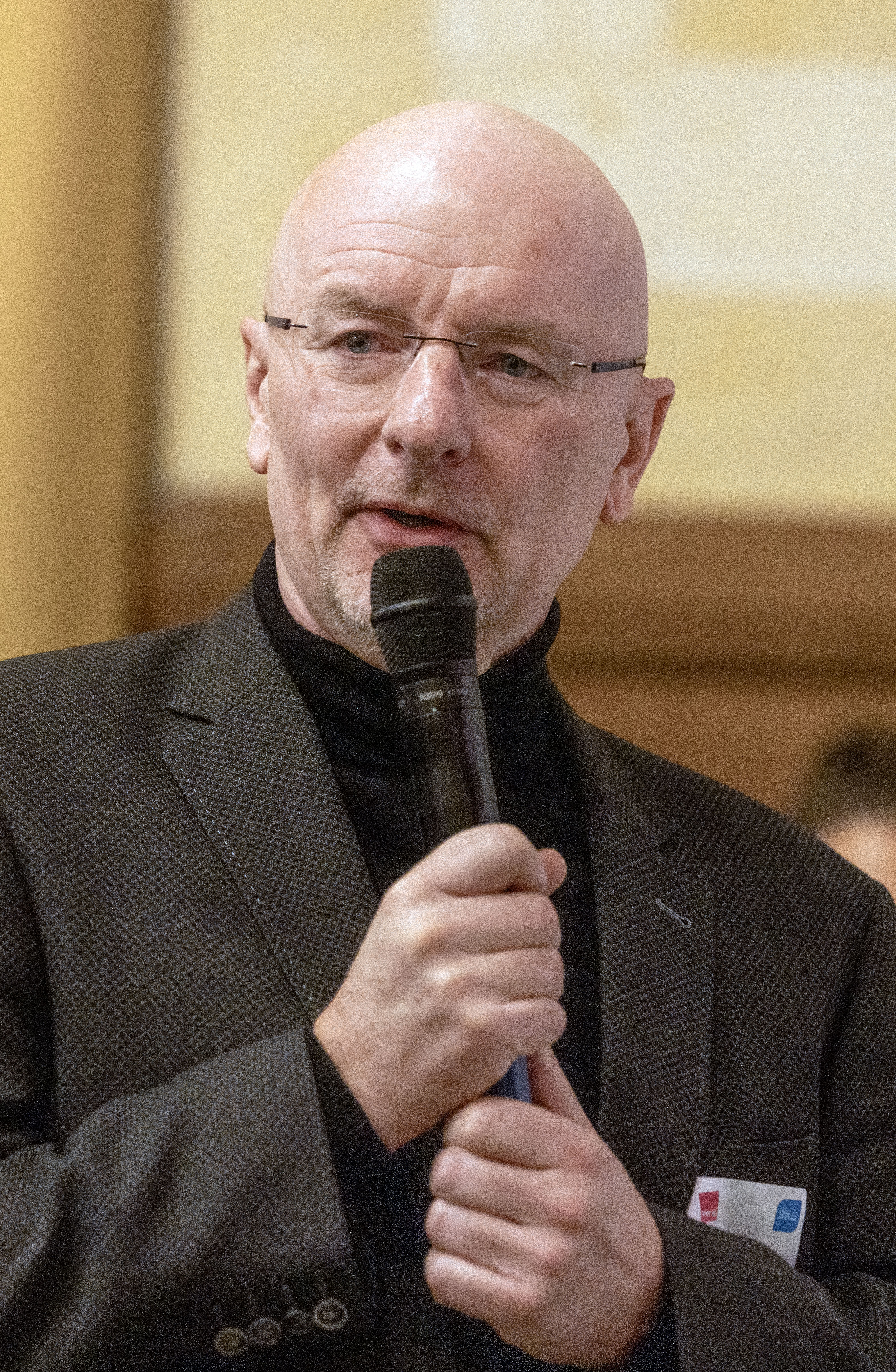
Alexander Putz (* 1963)

- Putz, Andreas (* 1956), österreichischer Offizier
- Pütz, Antonia (* 1987), deutsche Handballspielerin
- Putz, Christine, österreichische Skirennläuferin
- Putz, Christoph Adalbert († 1726), böhmischer Bergmeister und Unternehmer
- Pütz, Christopher (* 1996), deutscher Pokerspieler
- Pütz, Colin (* 2007), deutscher Nachwuchspianist und -schauspieler
- Pütz, Eduard (1911–2000), deutscher Komponist und Musikpädagoge
- Putz, Erich (* 1943), österreichischer Lehrer und Politiker (ÖVP), Landtagsabgeordneter, Mitglied des Bundesrates
- Putz, Erna (* 1946), österreichische Theologin und Autorin
- Putz, Ernst (1896–1933), deutscher Politiker (parteilos, KPD), MdR
- Pütz, Everilda von (1843–1926), deutsche Schriftstellerin
- Pütz, Franz (1894–1945), deutscher Arzt und Publizist
- Pütz, Friedrich (* 1950), deutscher Komponist
- Putz, Georg, czerninischer Hauptmann der Herrschaft Neudek
- Putz, Gertraud (* 1956), österreichische katholische Theologin und Hochschullehrerin
- Putz, Günter (* 1950), deutscher Priester
- Pütz, Günther (* 1924), deutscher Ingenieur und Hochschullehrer
- Putz, Hannelore (* 1973), deutsche Historikerin
- Putz, Hans (1920–1990), österreichischer Schauspieler
- Putz, Hans junior (1961–1979), deutscher Schauspieler
- Pütz, Heinz (1938–2007), Schweizer Sportjournalist und Fernsehmoderator
- Putz, Henri Gabriel (1859–1925), französischer General
- Pütz, Hermann (1878–1928), Bürgermeister von Bergisch Gladbach; Landrat des Landkreises Aachen (Zentrum)
- Putz, Ingmar (* 1969), deutscher Fußballspieler und -trainer
- Pütz, Jean (* 1936), deutscher Wissenschaftsjournalist und FernsehmoderatorJean Pütz (* 1936)

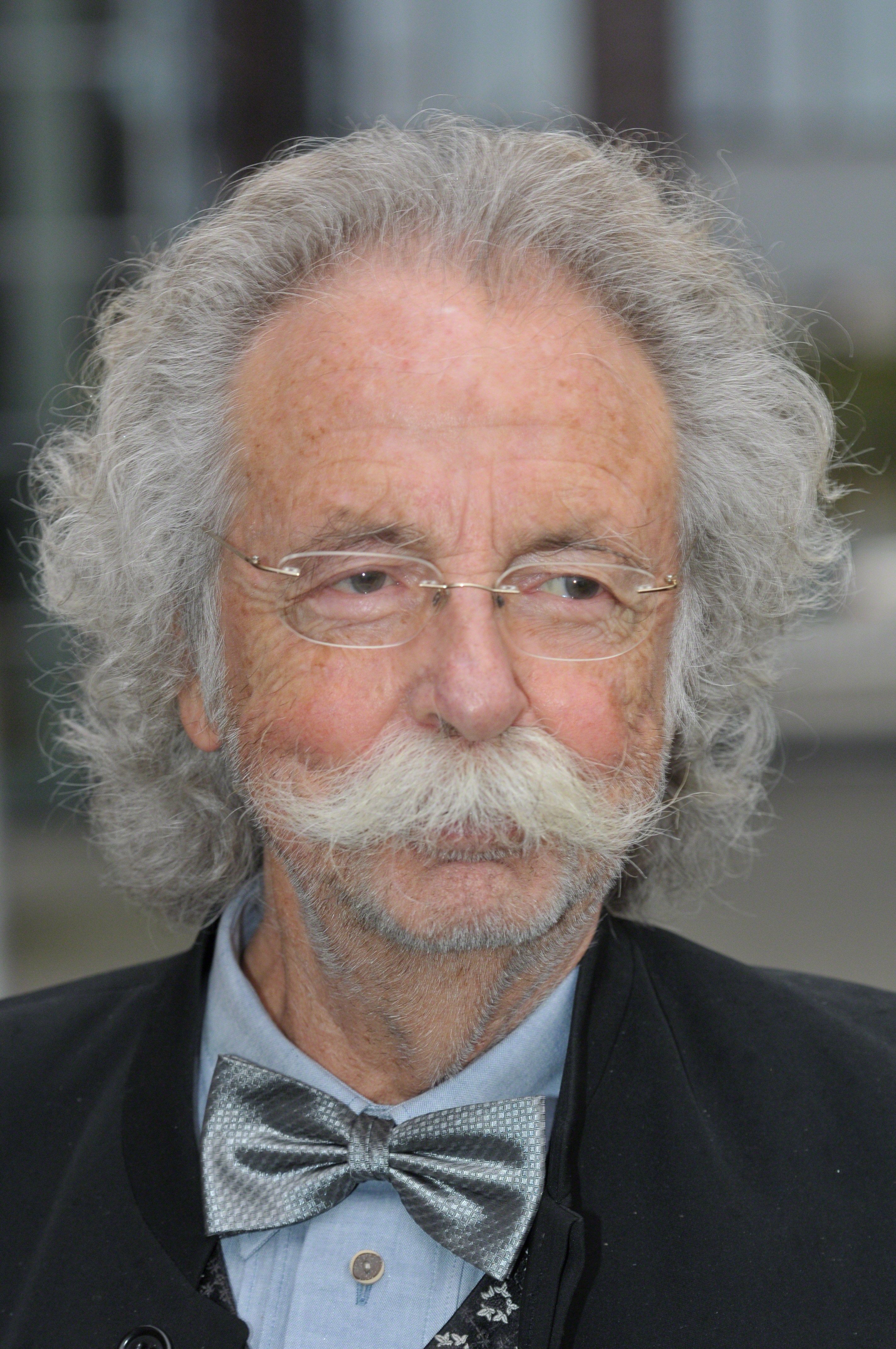
Jean Pütz (* 1936)

- Putz, Johann, böhmischer Kommunalpolitiker
- Pütz, Johann (1851–1945), deutscher katholischer Geistlicher und Politiker (Zentrum), MdR
- Putz, Johann Joseph, böhmischer Unternehmer
- Pütz, Johannes (1926–1971), deutscher Orchesterleiter, Dirigent und Komponist
- Putz, Josef (1884–1948), österreichischer Politiker (CS), Landtagsabgeordneter im Burgenland
- Pütz, Joseph (1903–1982), deutscher Politiker (CDU), MdL
- Putz, Joseph Franz († 1794), böhmischer Montanunternehmer, Blaufarbenfabrikant und Ratsassessor
- Pütz, Jürgen (* 1957), deutscher Germanist
- Putz, Kajetan (1755–1825), Bergmeister und Berggerichtssubsitut von Platten, Abertham und Gottesgab
- Pütz, Karl (1911–1945), deutscher Jurist, Polizist, SS-Führer und Kriegsverbrecher
- Pütz, Karl Winand (* 1808), deutscher Pfarrer, Gutsbesitzer, Landwirt, Brauer und Politiker
- Pütz, Klemens (* 1960), deutscher Biologe
- Putz, Laura Isabel (* 2003), deutsche Tennisspielerin
- Pütz, Leander (* 2007), deutscher Kinderdarsteller
- Putz, Leo (1869–1940), italienischer Maler (Südtirol)Leo Putz (1869–1940)

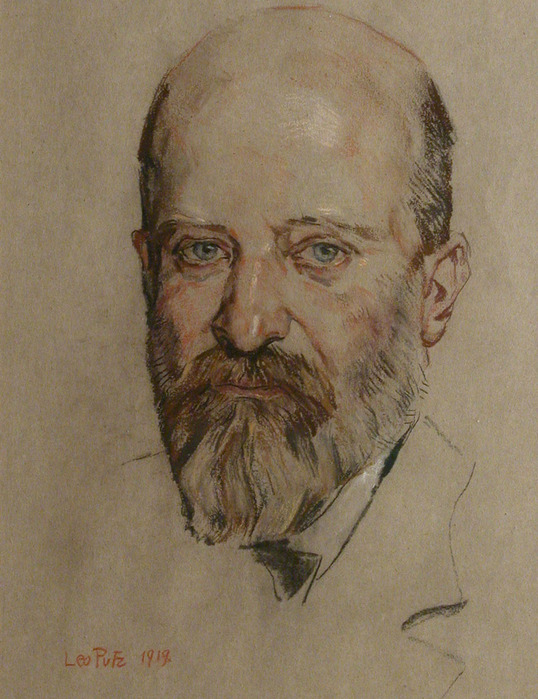
Leo Putz (1869–1940)

- Putz, Ludwig (1866–1947), österreichischer Kriegsmaler, Lithograf, Radierer, Grafiker und Illustrator
- Pütz, Manfred (1938–2012), deutscher Amerikanist und Hochschullehrer
- Putz, Manfred (1969–2015), österreichischer Handbiker
- Pütz, Marco (* 1958), luxemburgischerer Saxophonist und Komponist
- Putz, Miriam (* 1981), deutsche Politikerin (Bündnis 90/Die Grünen)
- Pütz, Nelly (1939–1959), deutsche Kindergärtnerin
- Putz, Oskar (1894–1973), Leibdiener des deutschen Reichspräsidenten Paul von Hindenburg
- Putz, Oskar (* 1940), österreichischer Maler, Grafiker, Designer und Professor
- Pütz, Peter (1935–2003), deutscher Germanist und Hochschullehrer, Professor für Germanistik
- Putz, Peter (* 1954), österreichischer Künstler, Maler, Filmemacher und Grafiker
- Pütz, Philip (* 1980), deutscher Basketballspieler
- Putz, Reinhard (* 1942), österreichisch-deutscher Mediziner
- Pütz, Robert (1895–1981), deutscher Jurist, Oberstadtdirektor von Düren
- Pütz, Ruth-Margret (1930–2019), deutsche Opernsängerin (Sopran) und Gesangspädagogin
- Putz, Sebastian (* 1975), deutscher Ministerialbeamter und Staatssekretär (Sachsen-Anhalt)
- Pütz, Severin Fritz (1909–1988), deutscher Gewerkschafter und Politiker (SPD), MdB
- Pütz, Stephan (* 1987), deutscher Mixed-Martial-Arts-Kämpfer
- Pütz, Theodor (1905–1994), deutsch-österreichischer Nationalökonom
- Pütz, Thomas (* 1966), deutscher Boxfunktionär und Unternehmer
- Pütz, Tim (* 1987), deutscher TennisspielerTim Pütz (* 1987)

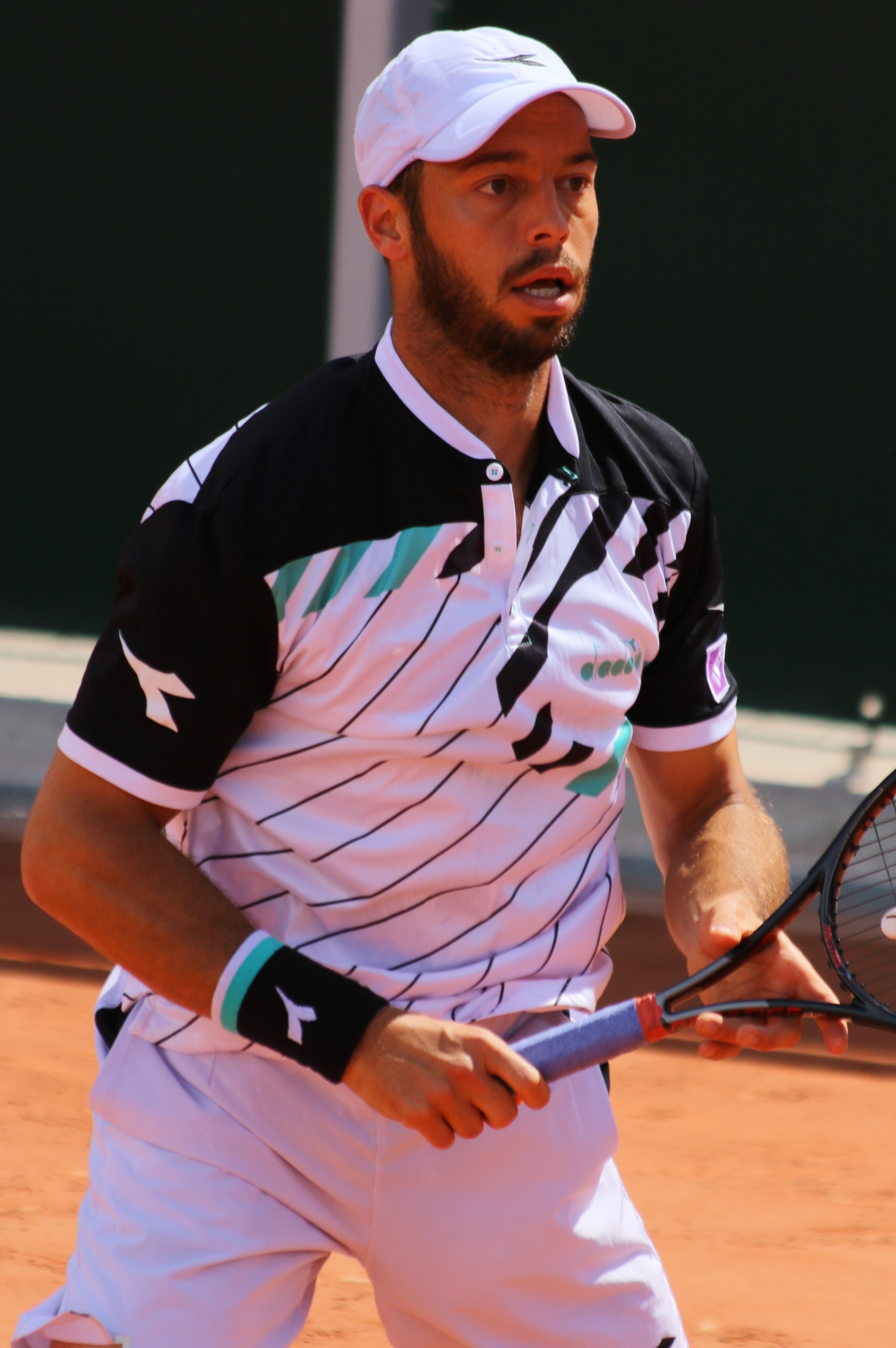
Tim Pütz (* 1987)

- Putz, Ulrike (* 1965), deutsche Filmproduzentin
- Putz, Walter (1924–2015), deutscher Oberkellner, Sammler einer Bibliotheca Gastronomica
- Pütz, Wilhelm (1806–1877), deutscher Pädagoge und Autor
- Pütz, Wilhelm (1875–1957), deutscher Mosaik- und Glasmalereikünstler
- Pütz, Wolfgang (* 1940), deutscher Verleger
- Pütz-Neuhauser, Gertrud (1923–1999), österreichische Nationalökonomin und Hochschullehrerin
- Putz-Osterloh, Wiebke (* 1946), deutsche Psychologin
- Putz-Plecko, Barbara (* 1956), österreichische Künstlerin und Kunstvermittlerin
- Putze, Joshua (* 1994), deutscher Fußballspieler
- Putze, Martin (* 1985), deutscher Bobsportler
- Putze, Max (* 1928), deutscher Bergmann und Mitglied der Volkskammer der DDR
- Putze, Thomas (* 1968), deutscher Künstler
- Putzenbacher, Alexander (* 1985), österreichischer Politiker (FPÖ)
- Pützenbacher, Jochen (1939–2019), deutscher Hörfunkmoderator
- Putzer von Reibegg, Johann (1801–1892), österreichischer Unternehmer und Politiker, Landtagsabgeordneter
- Pützer, Alfons (1918–1993), deutscher Flugzeugkonstrukteur und Unternehmer
- Pützer, Friedrich (1871–1922), deutscher Architekt und Hochschullehrer
- Pützer, Gerd (* 1938), deutscher Kommunalpolitiker (CDU)
- Pützer, Joseph (1831–1913), deutscher Schulleiter sowie Mitbegründer des VDI
- Putzer, Karen (* 1978), italienische Skirennläuferin
- Putzer, Peter (1939–2015), österreichischer Rechtshistoriker
- Putzeys, Armand (1916–2003), belgischer Radrennfahrer
- Putzeys, Jules (1809–1882), belgischer Jurist und Entomologe
- Pützfeld, Hans (* 1911), deutscher Radrennfahrer
- Putzger, Friedrich Wilhelm (1849–1913), sächsischer Pädagoge, Schulaufsichtsbeamter, Schulbuchautor
- Putzger, Reiner (* 1940), deutscher Schriftsteller und Sprecherzieher
- Putzhammer, Heinz (1941–2006), deutscher Gewerkschafter
- Pützhofen, Dieter (* 1942), deutscher Politiker (CDU), MdBDieter Pützhofen (* 1942)

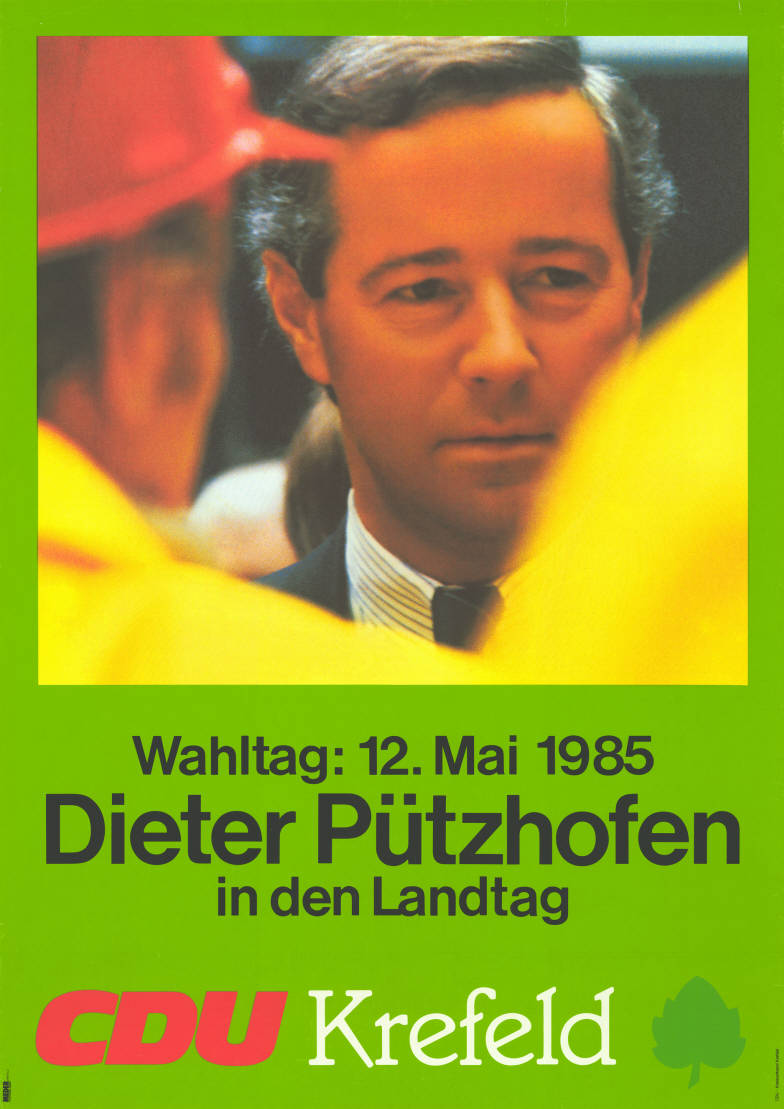
Dieter Pützhofen (* 1942)

- Pützhofen-Esters, Heinrich (1879–1957), deutscher Landschafts-, Veduten- und Bühnenmaler sowie Grafiker der Düsseldorfer Schule
- Pützhofen-Hambüchen, Paul (1879–1933), deutscher Landschaftsmaler der Düsseldorfer Schule
- Putzier, Jan Henner (* 1984), deutscher Politiker (SPD)
- Putzier, Richard (1890–1979), deutscher Offizier, zuletzt General der Flieger im Zweiten Weltkrieg
- Putzier, Ursula, deutsche Handballspielerin
- Putzig, Paul (1903–1975), deutscher Politiker (SPD), MdB
- Putziger, Rolf (1926–1977), deutscher Journalist, Unternehmer und Pionier des Bodybuildings
- Putzinger, Emmy (1921–2001), österreichische Eiskunstläuferin
- Putzinger, Robert (* 1979), österreichischer Schauspieler, Theaterregisseur, Schauspielpädagoge und Sänger (Bariton)
- Putzke, Falk (* 1980), deutscher Radrennfahrer
- Putzke, Hans-Peter (1931–2015), deutscher Pathologe und Hochschullehrer
- Putzke, Holm (* 1973), deutscher Rechtswissenschaftler
- Putzke, Marlon (* 1983), deutscher Schauspieler
- Putzke, Vanadis (* 1961), deutsche Handballspielerin und Handballtrainerin
- Putzker, Ronald (* 1962), österreichischer Comiczeichner
- Putzki, Tom, deutscher Computerspieleentwickler und UnternehmensberaterTom Putzki

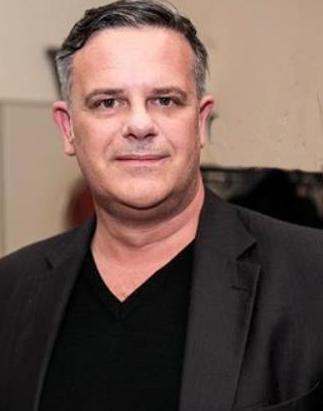
Tom Putzki

- Putzo, Hans (1926–2013), deutscher Richter
- Putzrath, Heinz (1916–1996), deutscher Politiker (SPD)
- Putzulu, Bruno (* 1967), französischer Schauspieler